# Ісаак (син Авраама)

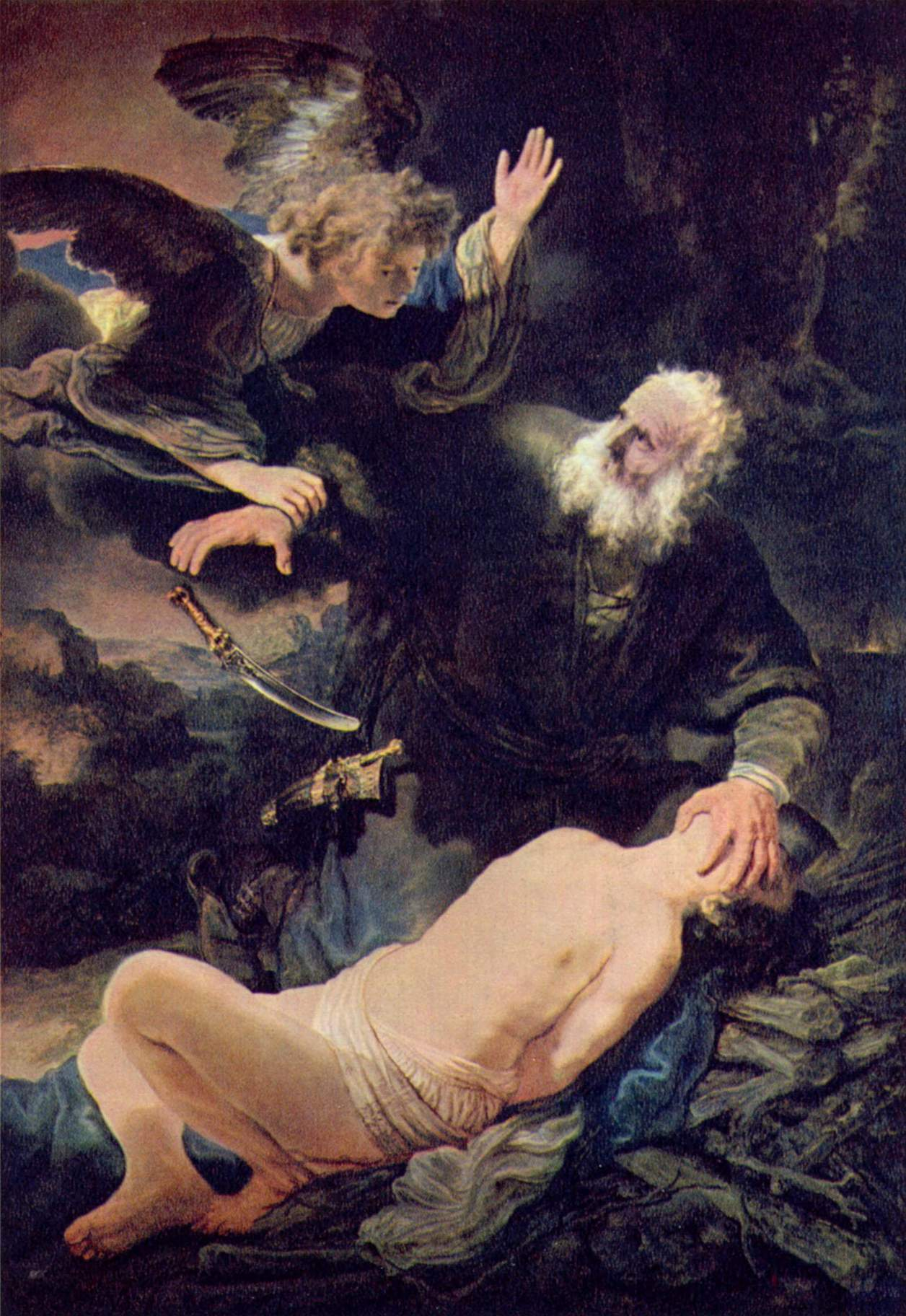
Ангел затримує руку Авраама, що приготувався принести Ісаака у жертву. Картина Рембрандта

Ісаак (дав-євр. יִצְחָק, їцхак — «засміявся»). Син та спадкоємець Авраама, брат по отцю Ізмаїла, отець Якова та Ісава, як написано у Старому Заповіті (Торі). Його історія описується у книзі Буття.

## Ім'я
Ісаак отримав своє ім'я через те, що його мати, Сара, почувши, що вона народить, засміялась: «Тож і засміялася Сара, кажучи сама до себе: Оце б то, зів'янувши, та здобутись на таку втіху? І чоловік мій вже старенький…». Деякі коментатори вважають[джерело?], що у книзі пророка Амоса є вказівка на те, що Ізраїль може насправді бути другим іменем Ісаака (Ам. 7:9—16) не зважаючи на Біблійну оповідь, яка стверджує, що Ізраїль — це друге, дане у дорослому віці, ім'я сина Ісаака, Якова (Бут. 32:22—28).

## Ісаак у Старому Заповіті

### Дитинство
Ісаак був народжений Аврааму його дружиною Сарою, і був їхнім єдиним спільним сином. Коли Ісаак народився, Авраамові було 100 років. Він жив найдовше з трьох патріархів — 180 років. Ісаак був обрізаний своїм отцем через вісім днів після народження (Бут. 21:1). Авраам влаштував велике святкування, у день, коли Ісаак був відлучений від материнського молока (Бут. 21:8).
Сара вибрала ім'я Ісаак, бо коли ангел пообіцяв, що вона стане матір'ю у віці, старшому, ніж можливо мати дітей, вона про себе посміялася над пророцтвом. Коли дитина народилася, вона сказала: «Сміх учинив мені Господь: кожний, хто почує, буде з мене сміятися.»; за перекладом Короля Джеймса (англ.): «Сміх учинив мені Бог, кожен, хто почує, буде сміятися зі мною» («God hath made me to laugh, so that all that hear will laugh with me [Архівовано 19 липня 2006 у Wayback Machine.]»)). Вона вигодувала дитину сама і, щоб не ділити спадок з Ізмаїлом — сином Авраама та його наложниці-єгиптянки Агар — вмовила чоловіка вигнати їх обох з табору.
Коли Ісаак було підріс, Господь випробовував Авраама та наказав йому принести його сина у жертву. Авраам поклявся зробити так, взяв Ісаака та двох своїх слуг та пішов до місця, яке Господь мав йому показати. На третій день, побачивши те місце (можливо, що це була гора Морія), він взяв дрова для цілопалення, поклав їх на сина свого Ісаака, і сам взяв вогонь та ніж. Слугам же своїм сказав: «я й хлопець підем аж туди, і поклонимося, і повернемося до вас». Коли вони йшли удвох до гори, Ісаак сказав: «ось вогонь та дрова, але де ягня на цілопалення?». І відказав Авраам: «Бог нагледить ягня Собі на цілопалення, сину мій!»

Прийшовши на призначене місце, Авраам приготував жертовник, розклав дрова, зв'язав Ісаака та поклав його над дровами. Взявши у свою руку ніж, він простягнув руку, щоб зарізати сина. Але ангел господній озвався до нього з неба, і сказав йому: «Не чини нічого хлопцю, бо тепер я довідався, що ти боїшся Бога». Авраам підняв очі, та побачив барана, що заплутався рогами у тернях. Він взяв його, та приніс у жертву замість свого сина. І Авраам назвав те місце «Господь побачить» (Адонай іре).

### Одруження
Коли Ісааку було сорок років, а Авраамові сто сорок, Авраам послав Еліазара, найстаршого зі своїх рабів, до Месопотамії, батьківщини Авраама, щоб той знайшов дружину для Ісаака. Коли прийшов Еліазар, він сказав Господу: «Ось я стою біля водного джерела. Вчини так, що до якої дівчини я озвуся: „дай мені напитись води з твого глечика“, і вона відповість „пий, і так само верблюди твої я понапуваю“, її ти призначив за дружину для Ісаака». Сталося так, що вийшла Ревека, що була народжена Бетуелові, синові Мілки, жінки Нахора, двоюрідна онучка Авраама. Вона зробила так, як просив Господа Еліазар. За згодою її батька Бетуїла, вона пішла з Еліазаром, щоб стати дружиною Ісаакові.

### Ісав та Яків
Ревека була неплідною, але Ісаак молився Господу, Який почув його благання і дав Ребеці вагітність. А коли діти у неї в утробі почали битись, Господь пояснив їй: «Два племена в утробі твоїй, і два народи з твого нутра будуть виділені, і стане сильніший народ від народу, і старший молодшому буде служити» (Бут. 25:23). Вона народила близнят: старшого Ісава, червонуватого та волосяного, та молодшого Якова, що тримав свого брата за п'яту при народженні. Ісааку тоді було шістдесят років. А коли Ісав та Яків виросли, то Ісаак полюбив вправного мисливця Ісава, бо його здобич йому смакувала, а Ревека любила Якова.

### У філістимлян
Коли настав голод у краю, де він жив, Ісаак був змушений йти до Герару (Ґерару), де жив Авімелех, цар філістимський, і так само як зробив раніше його батько, він назвав там Ревеку своєю сестрою, бо боявся, що його вб'ють через її красу. Згодом Авімелех побачив через вікно, як «Ісаак забавляється з Ревекою» (Бут. 26:8), покликав його до себе і докорив за брехню, адже через це один із філістимлян мало не ліг з Ісааковою жінкою, що накликало б гріх на народ Ґерари. Цар наказав не робити нічого Ісаакові та його дружині під страхом смерті.
Ісаак став дуже багатим та його стада помножились, і філістимляни з Герару почали так заздрити йому, що засипали всі колодязі, які були викопані рабами за часів його батька Авраама. На прохання Авімелеха він пішов звідти та розбив свій табір у долині Герару, де викопав нові криниці, але і там йому двічі доводилось поступатись його колодцями герарським пастухам. Нарешті, він пішов до Версавії (Беер-Шеби), де його слуги викопали криницю Шева, через що місто з тих пір так і називається. Там Господь з'явився йому та відновив обіцянку благословення і там його навідав Авімелех та уклав з ним мир.

### Первородство Якова
У Бут. 25:29—34 сказано, що Ісав, будучи голодним, продав Якову за їжу своє первородство («І Яків дав Ісавові хліба й сочевичного варива. А той з'їв, і випив, і встав та й пішов. І знехтував Ісав первородство своє.»).
Згодом, Ісаак, коли зістарився (йому було тоді 137 років) і мав вже дуже поганий зір, покликав Ісава, свого старшого та улюбленого сина, і послав його у поле за здобиччю, щоб насититись смачною стравою, та благословити Ісава. Але поки Ісав полював, Ревека дала Якову приготованої козлятини, вбрала його у одежу Ісава та поклала йому на руки та на шию волохату шкуру козлят. Яків пішов до Ісаака, і той, почувши запах Ісава та обмацавши його руку, поїв та поблагословив його, не дізнавшись про підставу. Тож Ісаак зміг дати Ісаву тільки менше благословення: «Без родючої землі буде твоя оселя, і без роси, що падає з неба. Ти житимеш з меча твого і будеш на послугах у твого брата. Але станеться, що звільнишся, скинеш ярмо з свого карку.». 
Ісаак жив після цього ще сорок три роки, і послав Якова до Месопотамії взяти собі дружину зі своєї родини.
Усього Ісаак прожив сто вісімдесят років.
З патріархів про Ісаака у Біблії міститься найменше відомостей.

## Ісаак у Новому Заповіті
У Новому Заповіті на нього посилаються як на «принесеного у жертву» своїм отцем (До євреїв; Як. 2:21), як на благословляючого своїх синів вірою у майбутнє (Євр. 11:20), та як на дитя обітниці, на противагу Ізмаїлу (До римлян; До галатів; Євр. 11:18).